# حمد خليفة الحميدة
حمد خليفة الحميده ، (1916 - 1981) نائب سابق في مجلس الأمة الكويتي.

## نبذة
شارك في انتخابات مجلس الأمة الكويتي 1963 في الدائرة التاسعة وحصل على المركز الأول برصيد 661 صوت وفاز بالانتخابات ، وشارك في انتخابات مجلس الأمة الكويتي 1967 في الدائرة التاسعة وحصل على المركز الثامن برصيد 493 صوت وخسر الانتخابات.